# Micheline Luccioni
Micheline Luccioni (* 16. Januar 1930 in Palaiseau; † 24. Dezember 1992 in 16. Arrondissement, Paris) war eine französische Schauspielerin.

## Leben
Micheline Luccioni wurde 1930 in Palaiseau geboren. Sie besuchte die Cours Simon. Sechs Monate nach ihrem Eintritt wurde sie von Simone Berriau gebeten, Suzanne Flon in L’Heure éblouissante zu ersetzen. Ihr schauspielerisches Schaffen für Film und Fernsehen umfasst mehr als 70 Produktionen, zuletzt trat 1987 in Fernsehproduktionen in Erscheinung.
Sie war mit dem Bariton Jacques Luccioni, Sohn des Tenors José Luccioni (1903–1978), verheiratet. Sein Sohn José Luccioni (1949–2022) und seine Enkelin Olivia Luccioni (* 1986) sind ebenfalls Schauspieler.
Sie ist auf dem Friedhof von Athis-Mons in Essonne begraben.

## Filmografie

### Film
- 1956: Gervaise
- 1956: Baratin
- 1957: Immer wenn das Licht ausgeht (Pot-Bouille)
- 1958: Le Dos au mur
- 1958: Maxime
- 1958: Guinguette
- 1958: Croquemitoufle
- 1959: Der Mörder kam um Mitternacht (Un témoin dans la ville)
- 1959: Maigret et l’Affaire Saint-Fiacre
- 1959: Le Chemin des écoliers
- 1960: Tête folle
- 1960: La Brune que voilà
- 1960: L’Affaire d’une nuit
- 1961: Die drei Wahrheiten (Le Puits aux trois vérités)
- 1961: Les Livreurs
- 1961: Le Tracassin oder les Plaisirs de la ville
- 1964: Le Majordome
- 1965: Les Bons Vivants oder Un grand Seigneur
- 1966: La Sentinelle endormie
- 1966: Die Dirne und der Narr (Un idiot à Paris)
- 1967: Fleur d’oseille
- 1967: La Petite Vertu
- 1968: Balduin, das Nachtgespenst (Le Tatoué)
- 1969: Elle boit pas, elle fume pas, elle drague pas, mais... elle cause!
- 1969: Der Mann mit der Torpedohaut (La Peau de Torpedo)
- 1970: Der Zerstreute (Le Distrait)
- 1970: L’Homme orchestre
- 1971: Le drapeau noir flotte sur la marmite
- 1971: Hasch mich – ich bin der Mörder (Jo)
- 1971: Églantine
- 1973: Les grands sentiments font les bons gueuletons
- 1974: Vous ne l’emporterez pas au paradis
- 1974: On n’est pas sérieux quand on a 17 ans
- 1976: Dis bonjour à la dame
- 1978: Je vous ferai aimer la vie
- 1980: Cherchez l’erreur...
- 1981: Prends ta Rolls et va pointer
- 1983: Vive la sociale

!

### Fernsehen
- 1957: Madame Maxence a disparu
- 1958: Hôtel des neiges
- 1959–1960: Les Cinq Dernières Minutes
- 1962: L’inspecteur mène l’enquête
- 1963: L’inspecteur Leclerc enquête
- 1964: Les Cinq Dernières Minutes
- 1964: Les Beaux Yeux d’Agatha
- 1965: Belphégor oder das Geheimnis des Louvre (Belphégor oder le Fantôme du Louvre)
- 1966: Les Cinq Dernières Minutes
- 1966: Allô Police
- 1967–1970: Maigret (Les Enquêtes du commissaire Maigret)
- 1968: Les Cinq Dernières Minutes
- 1968: Don Juan revient de guerre
- 1969–1979: Au théâtre ce soir
- 1970: À corps perdu
- 1977: Messieurs les jurés
- 1978: Les Cinq Dernières Minutes
- 1981: Le Petit Théâtre d’Antenne 2
- 1984: Allô Béatrice